# هاميلتون (مسرحية موسيقية)
هاميلتون: مسرحية موسيقية أميركية هي مسرحية موسيقية عن حياة  ألكسندر هاميلتون وهو أحد الآباء المؤسسين للولايات المتحدة. المسرحية تُغنى بالكامل، أي ما فيه من حوار غير الغناء، وموسيقاها وكلماتها وكتابها للين مانويل ميراندا. المسرحية مستوحاة من كتاب سيرة ألكسندر هاميلتون من سنة 2004 للمؤرخ رون تشارنو وحظيت بكل من إشادة النقاد والنجاح في شباك التذاكر.

## ملخص

### الفصل I
تبدأ القصة بتلخيص من الممثلين لنشأة ألكسندر هاميلتون كيتيم في منطقة الكاريبي (أغنية «ألكسندر هاميلتون» Alexander Hamilton). ولد هاميلتون خارج نطاق الزواج الشريعية في الهند الغربية—والده غادره وهو في نعومة أظافره ووالدته توفيت وهو في الثانى عشر من عمره. وقد وصل إلى المستعمرات الأميركية قبل أن يبلغ التاسع عشر من عمره، وكان مدعما مكرسا للاستقلال الأميركي.
في صيف 1776، يسعى هاميلتون إلى لقاء آرون بور، الذي ينصح هاميلتون وهو شديد النهيج بأن «يتكلم أقل ويبتسم أكثر.» وهاميلتون لا يستطيع أن يفهم لماذا بور يفضل الاحتراس على الكفاح من أجل ما يؤمن به. (أغنية «آرون بور، سُر» Aaron Burr, Sir) يقيم هاميلتون علاقات مع ثلاثة ثوار زملاء: الناشط المعادي للعبودية جون لورنز والفرنسي المبهرج ماركيس دي لافاييت ومتهمن الخياط والجاسوس لحركة أبناء الحرية هركيوليز موليگان. يدهشهم هاميلتون بقدرته في الكلام (أغنية «ماي شوت» My Shot) وهم يحلمون بأن يموتوا لأجل قضيتهم (أغنية «ذا ستوري أوف تونايت» The Story of Tonight). وفي غضون ذلك، تَهِيمُ في شوارع نيويورك الأخوات الثريات من عائلة سكايلر الهولندية الأميركية—أنجالكا وأليزا وپاگي—وهن مثارات بروح الثورة بالهواء («ذا سكايلر سسترز» The Schuyler Sisters).
سامْيُول سيبوري وهو موالي بارز، يدعي ضد الثورة الأميركية، ويرفض هاميلتون حججه ويسخر منها (فارمر ريفيُوتد، Farmer Refuted). تصل رسالة من الملك جورج الثالث فيها يذكر المستعمرين بأنه قادر على أن يقاتل لأجل خضوعهم وراغب في القتال (يول بي باك، You'll Be Back).
الثورة جارية وينضم هاميلتون وبور وأصدقاؤهما إلى الجيش القاري. والجيش ينسحب من مدينة نيويورك، يدرك جنرال جورج واشنطن أنه يحتاج إلى المساعدة لكسب الحرب. رغم أن هاميلتون يريد منصبا وأن يقاتل في الخطوط الأمامية، إلا أنه يقبل عرض واشنطن ليكون هاميلتون معاونه الشخصي في الساحة ويعتبرها فرصة كبيرة. في شتاء 1780، يذهب الرجلان إلى حفلة نظمتها فيلپ سكايلر، وتجذب بناته اهتمام هاميلتون (أ ونترز بال، A Winter's Ball). تقع ألايزا في حب فورا، وتزاوجا هي وهاميلتون بعدما عرفت أنجاليكا بعضهما لبعض (هالپلس، Helpless). أنجاليكا هي مغرمة بهاميلتون أيضا إلا أنها تكبت مشاعرها لأجل سعادة أختها (ساتسفايد، Satisfied). هاميلتون ولورنز ولافايات ومولغان يحتفلون بالزواج سكرانين ويصل بور ليقدم تهانيه. بعدما يندف له لورنز، يعترف بور بأنه في علاقة غرامية مع ثيودوجا بارتو پريڤوست وهي زوجة ضابط بريطاني (ذا ستوري أوڤ تونايت (إعادة)، The Story of Tonight (Reprise)). هاملتون يحث بور على المجاهرة بالعلاقة، ولكن بور يفضل الانتظار على اتخاذ أية تدابير جذرية (وايت فور إت، Wait For It).
وتستمر الثورة، هاميلتون يطلب واشنطن مرارا وتكرارا ليعطيه زمام القيادة، ولكن واشنطن يرفض ويرقي تشارلز لي بدلا منه. اتضح هذا القرار كارثيا في معركة مونموث، حيث أمر بالانسحاب ضد أوامر واشنطن، ما يدفعه إلى إبعاده عن القيادة ويحل محله لافاييت. ساخطا، ينشر لي إشاعات كاذبة انتقامية عن واشنطن (ستاي ألايڤ، Stay Alive). يهان هاميلتون، ولكن واشنطن يأمره بأن ينسى ما يقوله لي. لا يريد أن يفعل هذا، ولكنه لا يمكن أن يعصي أوامر مباشرة؛ فلورنز يبارز لي في محله، وهاميلتون بديل لورنز، وبور بديل لي. لورنز يرضى بالجروح التي يصيب لي بها، ولي ينحنى (تان دول كوماندمنتس، Ten Duel Commandments). يزعل واشنطن من المبارزة، ويأمر هاميلتون بأن يعود إلى داره ولزوجته (ميت مي إنسايد، Meet Me Inside). عندما يصل هاميلتون لداره، تقول له إلايزا إنها حاملة، وتؤكد له أنه لا يحتاج إلى الشهرة والثروة ليعيش حياة مرحة بجانبها (ذات ود بي أناف، That Would Be Enough).
يضطلع لافييت بدور قيادي أكبر في الثورة، ويقنع فرنسا بأن تدعم القضية الأميركية، وتميل كفة الميزان لصالح الجيش القاري. يدرك واشنطن ولافييت أن أميركا قادرة على كسب الحرب بحصار القوات البحرية البريطانية في يوركتاون، ولكنهما يعلمان بأنهما سيحتاجان إلى مساعدة هاميلتون، فيمنحانه المنصب الذي كان يريده (گنز أند شپس، Guns and Ships). عشية المعركة، يستذكر واشنطن أول ما اتخذ زمام القيادة في الحرب وكيف كان أمرا كارثيا، ويقول لهاميلتون أنه ليس هناك رجل يستطيع أن يسيطر على كيف سيذكرونه (هستوري هاز اتس أيز أن يو، History Has Its Eyes On You). بعد أيام كثيرة من القتال، الجيش القاري منتصر. يستسلم البريطانيون في آخر معركة كبيرة في الحرب (يوركتاور (ذا ورلد ترند أپسايدداون)، Yorktown (The World Turned Upside Down(). مع قواته مهزومة، يسأل الملك جروج المتمردين كيف يتوقعون أن يحكموا أنفسهم بنجاح (وات كمز ناكست، What Comes Next).
بعد النصرة في يوركتاون، ولد نجله فيليب، بينما ولدت لبور ابنة اسمها ثيودوجا (دير ثيودوجا، Dear Theodosia).
Soon after the victory at Yorktown, H ("Non-Stop").وبعد ان ولد فيليب هاملتون آرون بر كان لديه ابنة واسماها ثيودوزا في أغنية (عزيزتي ثيودوزا) ("Dear Theodosia"). ويعلم هاملتون بخبر وفاة صديقه الثوري جون لورنس ويحاول ان ينساه وان ينغمس في عمله في أغنية)غداً سيكون هناك الكثير مننا)("Tomorrow There'll Be More of Us"). هاملتون وآرون بور يرجعون إلى نيو يورك لكي ينهوا دراستهما ويعملوا كمحامين. بور يندهش من اصرار هاملتون للعمل عنيد على نحو متزايد للنجاح. يُختار هاملتون لكتابة الدستور الأمريكي في صيف عام 1787 . تطوع جاميس ماديسون وجون جاي لكتابة الاوراق الفيدرالية للدستور الأمريكي بعد ان رفض آرون بور كتابتها.تُعلن انجليكا سكايلر انها قد وجدت زوجاً وانها ستنتقل معه إلى لندن. وبعدما أُنتخب جورج واشنطن للرئاسة عرض لهاملتون ان يصبح وزيراً على تريجوري، على الرغم من اعتراض إلايزا سكايلر (زوجته) له في أغنية (لا يتوقف) ("Non-Stop").